# No Limit (G-Eazy)
No Limit is een nummer van de Amerikaanse rapper G-Eazy uit 2017, in samenwerking met de eveneens Amerikaanse rappers ASAP Rocky en Cardi B.
In de tekst van "No Limit" delen G-Eazy, ASAP Rocky en Cardi B vunzige verhalen uit hun levens als hiphopberoemdheid. Het nummer werd een hit in Amerika en bereikte de 4e positie in de Billboard Hot 100. In Nederland viel de plaat buiten de hitlijsten, terwijl in Vlaanderen de 13e positie in de Tipparade werd gehaald.

## Tracklijst
- Muziekdownload

1. "No Limit" - 4:05